# António Champalimaud
António de Sommer Champalimaud (19 de marzo de 1918 en Lisboa — 8 de mayo de 2004) fue una de las figuras más destacadas de la historia económica portuguesa del siglo XX. 
Fue un empresario industrial portugués, citado muchas veces como el hombre más rico del país, con una fortuna calculada en 1,3 mil millones de euros. En 2004 aparecía en el puesto 153 de la lista que elabora la revista Forbes. Construyó su imperio industrial durante el Estado Novo, siendo protegido por Salazar. Ese imperio fue nacionalizado por el gobierno de Vasco Gonçalves. Por otro lado, tenía mucha influencia en Brasil, donde poseía otro imperio industrial.
- Datos: Q4777545
- Multimedia: António Champalimaud / Q4777545